# Chillout
Per chillout (o chill-out) si intende, più che un genere musicale, un contesto musicale che include la musica d'artisti ispirati a stili quali l'ambient, la trance e la new age. Spesso classificato come sottogenere del downtempo e dell'ambient, nonché associato a stili quali la musica lounge e l'etnobeat, il chill-out si sviluppò durante la seconda metà degli anni novanta a Ibiza (Spagna), luogo dove ebbe modo di affermarsi anche grazie a José Padilla, Larritoh considerato uno dei suoi maggiori esponenti.
Del chillout vengono pubblicate ancora oggi alcune compilation, tra queste quelle omonime prodotte dal locale Café del Mar, le antologie Buddha Bar e quelle delle etichette Tarifa e Different Twins.

## Storia
Il chill-out nacque grazie all'ambient house, stile emerso durante gli ultimi anni ottanta a Londra. Nato come musica per le chill-out rooms (o camere di decompressione) frequentate dopo i rave party da chi voleva riprendersi da "eccessi" di vario genere, venne inventato da musicisti quali gli Orb che, accostando fra loro musica da ballo e musica ambient, risentivano influenze che spaziavano dal dub, all'EDM, alla musica cosmica e al minimalismo. Dopo alcuni anni, l'ambient house venne "riscoperta" nell'isola di Ibiza, luogo dove venne riproposta in chiave "jazzy". Il locale che più contribuì alla diffusione del chill-out, divenuto in poco tempo noto su scala mondiale, fu probabilmente il Café del Mar.

## Caratteristiche
Musica introspettiva che può essere suonata sia con strumenti musicali reali che elettronici, e dal ritmo lento (non supera i 120 bpm), il chillout presenta sonorità rievocative, raffinate e distese. Oltre alle già citate influenze di musica new age, ambient e jazz, lo stile risente l'influenza della musica classica e di quella etnica (generalmente di luoghi quali Sudamerica, Spagna e India).
Infine, il chillout è uno stile ripetitivo e melodico.